# Comuna de Cedynia
Cedynia (polaco: Gmina Cedynia) é uma gminy (comuna) na Polónia, na voivodia de Pomerânia Ocidental e no condado de Gryfiński.
De acordo com os censos de 2005, a comuna tem 4.338 habitantes, com uma densidade 24,1 hab/km².

## Área
Estende-se por uma área de 180,38 km².

## Demografia
Dados de 31 de Dezembro de 2005:
|                      | Total   | Total | Mulheres | Mulheres | Homens  | Homens |
| -------------------- | ------- | ----- | -------- | -------- | ------- | ------ |
|                      | pessoas | %     | pessoas  | %        | pessoas | %      |
| População            | 4433    | 100   | 2222     | 50,12    | 2211    | 49,88  |
| Densidade (pop./km²) | 24,6    | 100   | 12,3     | 12,3     | 12,2    | 12,2   |

De acordo com dados de 2002, o rendimento médio per capita ascendia a 1742,34 zł.